# El Encinal, Mazatlán Villa de Flores
El Encinal är en ort i Mexiko.   Den ligger i kommunen Mazatlán Villa de Flores och delstaten Oaxaca, i den sydöstra delen av landet, 290 km sydost om huvudstaden Mexico City. El Encinal ligger 1 065 meter över havet och antalet invånare är 165.
Terrängen runt El Encinal är bergig, och sluttar söderut. Runt El Encinal är det ganska glesbefolkat, med 38 invånare per kvadratkilometer. Närmaste större samhälle är Huautla de Jiménez, 10,3 km norr om El Encinal. I omgivningarna runt El Encinal växer i huvudsak städsegrön lövskog.